# 오카야마 국제 서킷

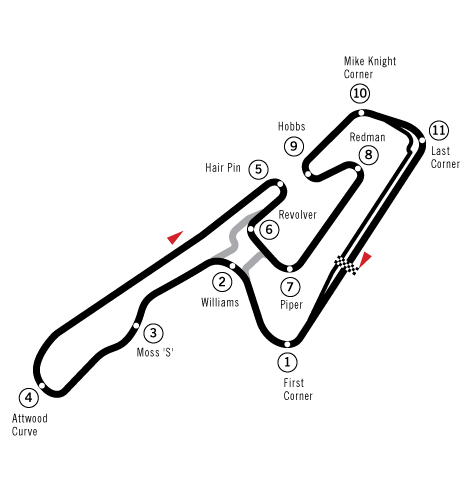

오카야마 국제 서킷(일본어: 岡山国際サーキット, Okayama International Circuit)은 일본 오카야마현 미마사카시의 사설 모터스포츠 경주 트랙이다. 2005년까지 사용된 명칭은 TI 서킷 아이다(TIサーキット英田, TI Circuit Aida)였다. TI는 골프 클럽 우승자 "다나카 하지메"의 이름에서 비롯된 "다나카 인터내셔널"(Tanaka International)의 준말이지만 서킷의 공식 명칭은 "TI서킷아이다"이다.
경주 이벤트를 주최하는 것뿐 아니라 이 서킷은 바이크와 고카트를 포함한 렌트 시설도 갖추고 있다.

## 역사
이 코스는 부유층을 위한 사설 모터 레이싱 트랙으로서 1990년 개장하였다. 곧 영국의 베테랑 운전자들을 위한 첫 레이스를 주최하였다.